# Embarcadero Muelle Cabo Blanco
Muelle Cabo Blanco era un embarcadero ferroviario y punto inicial del Ferrocarril Salinero de Cabo Blanco cuyos vestigios están ubicados en el Departamento Deseado, Provincia de Santa Cruz, Argentina.Era además el punto más importante del ferrocarril al albergar todas las instalaciones del ferrocarril y la compañía salinera.

## Toponimia
El ferrocarril y este punto tomaron su nombre del cabo natural que se emplaza en inmediaciones. Este accidente costero fue bautizado por Magallanes en 1520 con el actual nombre ya que los morros rocosos se encontraban cubiertos de guano. Luego su uso en las cartas náuticas de la época con el nombre de Cabo Blanco fue habitual.

## Descripción
Fue el punto inicial y el más importante del pequeño ferrocarril que recibía y despachaba las cargas tendientes a la mina de sal. A pesar de estas características no poseía un edificio propio de estación. En tanto, dividía sus tareas entre los galpones de almacenamiento de la sal, el muelle y los galpones para guardar y reparar las formaciones ferroviarias. Para sus extensas tareas disponía de una playa de maniobras para manejar las formaciones con desvíos y un mecanismo de giro para las locomotoras que posiblemente fuera un triángulo.

## Historia
El raudo auge trajo la necesidad de que se construya en 1905 un ferrocarril de trocha angosta desde las salinas a una distancia de 5,6 km hasta la bahía al lado sur de cabo Blanco. Fue elegido un ancho de vía de tipo Decauville 60 cm. El modesto ferrocarril fue vital para que la producción pudiera rebosar; ya en los informes de prensa comentan barcos a vapor cargando hasta 3.000 toneladas de sal en cada visita. Por consecuencia, la producción anual fue lo suficientemente grande. 

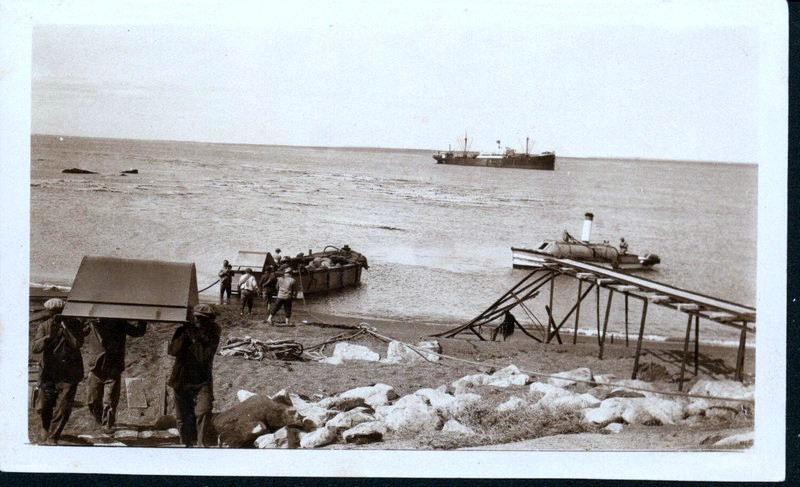
El muelle recibiendo material ferroviario y con sacos de sal para exportarse.

En 1915 el pequeño ferrocarril tuvo su mayor trabajo al colaborar con la construcción del Faro Cabo Blanco. Siendo crucial para el desembarco su muelle y transporte de los materiales hasta el pie del morro donde se erigiría la estructura. Para esto, fueron transportados los elementos desde el sitio de desembarque a una distancia de 650 metros, hasta el pie del morro, por la vía ferroviaria. Una vez en la base del accidente, y ante la configuración empinada del terreno, desde allí hasta el sitio de construcción del faro fueron trasladados los materiales por alambre-carril de 80 metros de largo. Además, los galpones de la compañía fueron prestados para guardar los materiales para la obra del faro y posterior utilización. La gran obra que fue terminada 2 años después y se terminó trasladando: 110.000 ladrillos de forma trapezoidal para la torre del faro, 86.900 ladrillos comunes para la casa y 40.000 kilos de cemento Portland. Luego de concluida la obra los galpones de la compañía fueron devueltos a su condición preexistente a la obra. 
A pesar de su gran producción, la empresa terminó operaciones cerca 1930. Esto se adujo al difícil reclutamiento de obreros para un lugar tan aislado; un costoso por vía marítima hasta el norte y la irrupción de la refrigeración de la carne ovina que se hizo industrial y despojó a la sal de rentabilidad.
Luego del abandono del lugar los galpones enteros aun hasta 1941, pero después se deterioraron lentamente. Lo poco que permanecía del ferrocarril era una locomotora abandonada y algunos rieles y durmientes. A posteriori, en una fecha desconocida contemporánea a la Segunda Guerra Mundial un chatarrero removió la máquina y otros restos del ferrocarril. Además, tras el abandono del ferrocarril se conjetura que esta línea no fue desmantelada por chatarreros, y sí por estancieros vecinos, sacando lo que necesitaban, como rieles para postes. También, explicaría porque quedaba la máquina cerca el muelle durante muchos años, pero no el destino de los vagones.
Actualmente, en las inmediaciones donde funcionó este punto aun es posible ver restos de durmientes de acero y los terraplenes del ferrocarril.

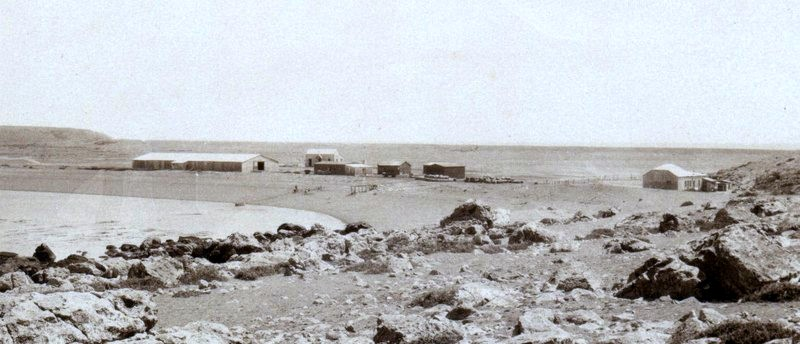
Fotografía del embarcadero con todas sus instalaciones ferroviarias y portuarias.

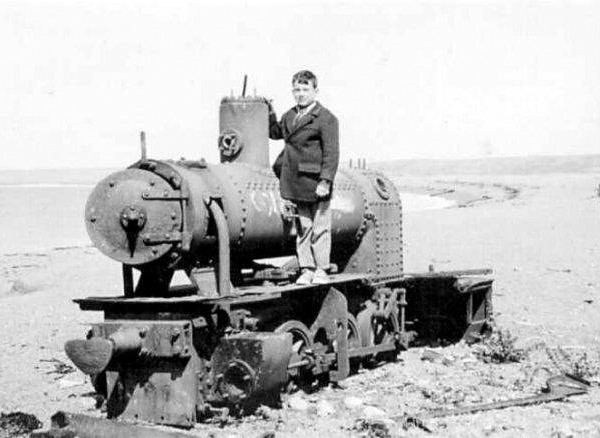
Locomotora a nafta abandonada en inmediaciones donde estuvo el embarcadero del ferrocarril.
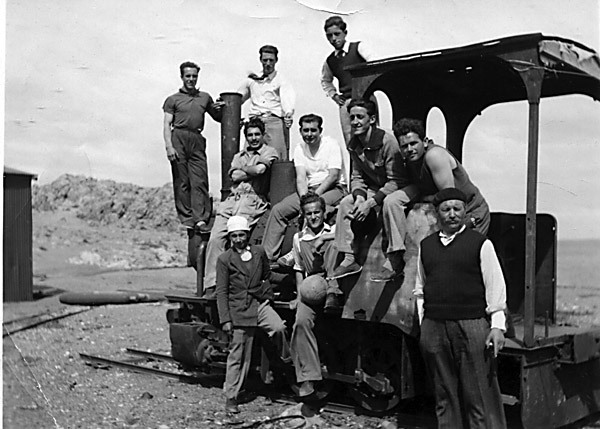
Locomotora a vapor junto a un galpón en un desvío del embarcadero en los últimos años del ferrocarril.
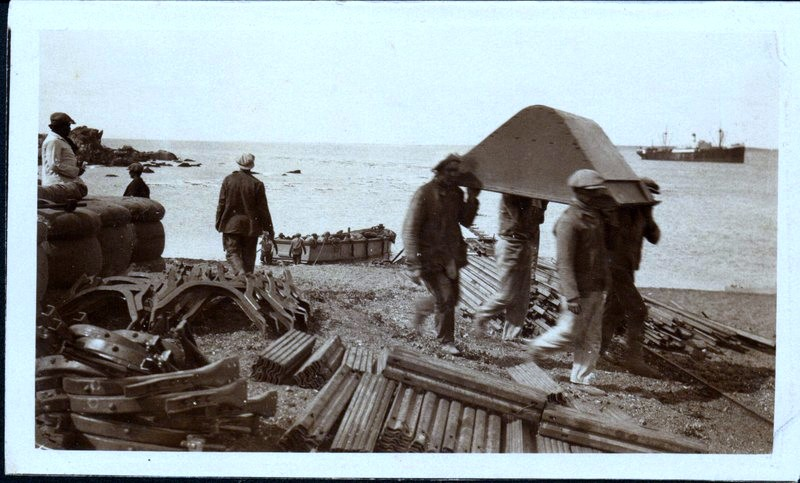
Descargas en el muelle ferroviario. Aun costado también hay fardos de lana para embarcar y exportar.
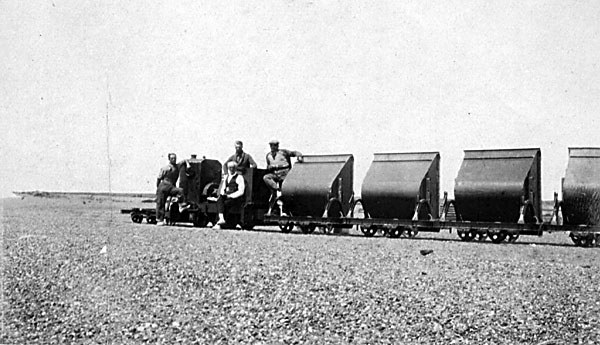
Convoy llegando a destino